# William Bromme

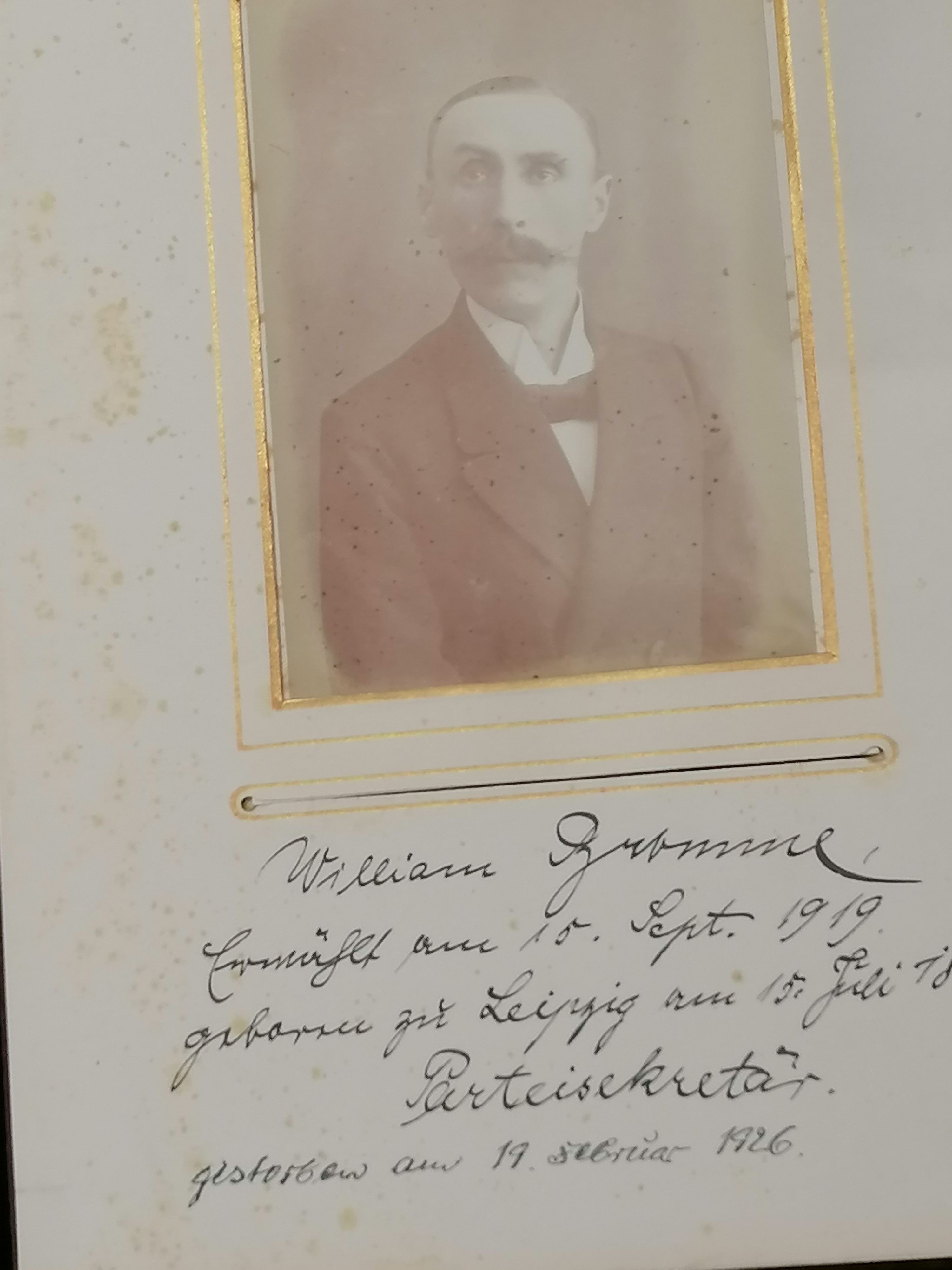
Senator William Bromme

Moritz William Theodor Bromme (* 15. Juli 1873 in Leipzig; † 19. Februar 1926 in Lübeck) war Senator der Hansestadt Lübeck.

## Leben

### Herkunft
William Bromme wurde am 15. Juli 1873 als Sohn eines Eisenbahners geboren. Als sozialdemokratischer Funktionär hatte dieser infolge des Sozialistengesetzes seinen Dienst aufgeben und arbeitete fortan als Pantoffelmacher.

### Laufbahn
Im sachsen-altenburgischen Schmölln, wohin sein Vater 1878 versetzt wurde, besuchte er von 1879 bis 1887 die Volks- und Mittelschule. Seine Mutter wünschte, dass er seiner Begabung und Neigung entsprechend einmal Lehrer werden sollte. Die wirtschaftlichen Verhältnisse seiner Eltern ließen es weder dazu kommen, noch eine Lehrstelle zu erhalten. Sein Interesse für die Fragen der Volksbildung, Volkserziehung und eine ausgesprochen sozialpädagogische Begabung blieben jedoch stetig erhalten.
Wie sein Vater arbeitete Bromme als Pantoffelmacher in Knopf-, Schuh-, Holzwaren- und Maschinenfabriken. Als solcher trat er am 8. Mai 1898 in den Holzarbeiterverband ein.
Seit 1890 war Bromme gewerkschaftlich organisiert und trat am 1. August 1891 in die Sozialdemokratische Partei Dortmund ein. 1896 wählte man ihn dort zum Funktionär derselben.
Bedingt durch ein Lungenleiden war Bromme zu einem Berufswechsel gezwungen und war fortan als Reisender unterwegs. 1905 gründete er eine Produktivgenossenschaft für Arbeiterfußbekleidung in Ronneburg und übernahm deren Leitung.
Ende 1906 wurde Bromme zum ersten Kursus der sozialdemokratischen Reichsparteischule nach Berlin berufen. Dort zählten unter anderen Rudolf Hilferding, Franz Mehring, Simon Katzenstein, Heinrich Schulz und Hugo Heinemann zu seinen Lehrern. Anschließend arbeitete er in den Redaktionen der Leipziger und Altenburger Volkszeitung, bevor er 1908 Redakteur der Dortmunder Arbeiter-Zeitung wurde. Nebenher war er auch in der Konsumvereinigungsbewegung tätig.
Die Lübeckische Parteiorganisation wählte am 1. September 1909 Bromme zu ihrem Parteisekretär für Lübeck. Als solcher war er Mitglied des Bezirksvorstandes der Partei für Mecklenburg-Lübeck und Stellvertreter im Parteiausschuss. In den folgenden zehn Jahren gehörte den Vorständen des Gewerkschaftskartell und des Holzarbeiterverbandes an und war zeitweise im Aufsichtsrat des Konsumvereins. Während des Ersten Weltkrieges war er Pfleger bei der den Roten Kreuz unterstellten Lübecker Sanitätskolonne im Barackenlazarett des IX. Armee-Korps, Vorstandsmitglied der Gesellschaft für soziale Reformen, Mitglied des „Einigung- und Wohlfahrtsamtes des Ausschusses für kindereiche Familien“ und dem Schlichtungsausschuss an. Er gehörte dem Vollzugsausschuss des Arbeiterrates und dessen Arbeitsgemeinschaft an.
Nach der Verfassungsänderung durch die Rats- und Bürgerschlüsse am 11. Dezember 1918 wurden am 9. Februar 1919 erstmals seit 1848 alle Mitglieder der Bürgerschaft gemeinsam und Bromme in sie gewählt. Hier wählte man ihn in den Bürgerausschuss. Für den zurückgetretenen Senator Cay Diedrich Lienau wurde er am 15. September 1919 in den Senat gewählt. Hier war er der Vorsitzende der Arbeitsbehörde, somit das prädestiniertes Angriffsziel der Kommunisten, und Friedhofsbehörde. Bedingt durch seinen schlechten Gesundheitszustand trat er am 21. April 1925 in den Ruhestand.
Schon früh war er Vorsitzender der „Freien Jugendbewegung“. Durch die Ratssitzung vom 1. Januar 1921 wurde ihm der Vorsitz im Jugendamt und später Landesjugendamt übertragen. Er war verantwortlich für die Neuordnung der lübeckischen Jugendwohlfahrtspflege auf Grund des Reichsjugendwohlfahrtsgesetzes. Auf ihn geht die Einrichtung er Erziehungsheime Wakenitzhof und Ruhleben, sowie die Schaffung des Jugendheims in der inneren Stadt zurück.
In der Woche seines Todes nahm er noch an der Vorstandssitzung der Waldschulkommission teil.
Seine Trauerfeier fand am 24. Februar 1926 im Gewerkschaftshaus statt, bevor der Sarg zum Vorwerker Friedhof überführt wurde.
1905 wurde er weiten Kreisen durch die Veröffentlichung „Lebensgeschichte eines modernen Fabrikarbeiters“ im Eugen-Diederichs-Verlag zu Jena bekannt und blieb auch weiterhin schriftstellerisch tätig. So verfasste er nicht nur ein Lustspiel, sondern auch zahlreiche Feuilletons und Abhandlungen, welche in den sozial-demokratischen Blättern Deutschlands abgedruckt wurden.

### Familie
Er war mit Emma verheiratet und war Vater mehrerer Kinder.
Eines von diesen war der später in Lübeck bekannt werdende Politiker Paul Bromme.

## Schriften
- Lebensgeschichte eines modernen Fabrikarbeiters. Diederichs, Jena 1905. (Digitalisat bei: zeno.org.)